# Eisenelektrolyt
Eisenelektrolyte werden in der Galvanotechnik zur Beschichtung von Metalloberflächen mit Eisen eingesetzt, umgangssprachlich „Verstahlen“ oder Verstählung genannt.
Der Elektrolyt besteht aus einer wässrigen Lösung gut wasserlöslicher Eisen(II)-Salze. Die zu beschichtende Metalloberfläche wird als Kathode geschaltet. Die Anoden bestehen aus Reinst-Eisen (99,99 %), so genannten Armcoeisen-Anoden. Die gelösten Fe2+-Ionen wandern zur Kathode, werden dort zu elementarem Eisen reduziert und  bilden eine dünne Eisenschicht auf der Metalloberfläche. 
Im Gegensatz zu anderen galvanischen Elektrolyten werden Eisenelektrolyte nur in wenigen Spezialgebieten eingesetzt, beispielsweise
- zur Verstärkung von Druckplatten,[1]
- zur Aufarbeitung abgenutzter oder untermaßiger Maschinenteile,[1]
- in der Galvanoformung aufgrund der guten Ablösbarkeit durch Salz- oder Schwefelsäure
- bei der Reinsteisenherstellung für Magnetkerne,[2]
- als Haftgrund für weniger gebräuchliche Grundmetalle wie Niob oder Molybdän und
- in Spezialfällen aufgrund der guten Notlaufeigenschaften.
- Beschichtung von Lötspitzen, um das Einlegieren von Zinn in den Kupferkörper zu verhindern

## Wirkungsweise der Bestandteile
Eisenelektrolyte haben einen relativ einfachen Aufbau. Bereits im Jahre 1887 untersuchte A. Watt die Abscheidung von Eisen aus Lösungen einer großen Anzahl von Eisensalzen und schloss fälschlicherweise, dass nur Sulfatbäder praktisch einsetzbar waren. Als Eisenquelle verwendet man heute zum Beispiel Eisen(II)-sulfat, Eisen(II)-chlorid oder Eisen(II)-tetrafluoroborat. Durch organische Zusätze, wie Glycerin, Dextrin und Zucker lassen sich poröse Schichten herstellen, die wegen ihrer guten Notlaufeigenschaften zur Aufbereitung von Maschinenteilen geeignet sind (Poren als Schmiermittelhalt). Hohe Konzentrationen von Halogenen im Elektrolyten erhöhen die Anodenlöslichkeit. Zusätze von Aluminiumsulfat erhöhen die Härte der Niederschläge. Ammonium- und Manganionen verursachen eine Kornverfeinerung der Schicht. Der Zusatz von AlCl3, BeCl2 oder CrCl2 in niedriger Konzentration soll die Schicht weicher und dehnbarer machen. Die Anwesenheit von AlCl3 soll auch die Stabilität der Schicht erhöhen. Leitsalze wie Kalium- oder Natriumchlorid können die Leitfähigkeit weiter erhöhen. Hydrazin dient als anodischer Depolarisator und verhindert die Bildung von Sauerstoff an der Anode.
| Grundbestandteile                                                | Grundbestandteile             | Badparameter | Badparameter | Badparameter |
| Eisenquelle                                                      | Leitsalz                      | pH-Wert      | Temperatur   | Stromdichte  |
| ---------------------------------------------------------------- | ----------------------------- | ------------ | ------------ | ------------ |
| Eisen(II)-chlorid (200…600 g/l)                                  | Mangan(II)-chlorid (4…60 g/l) | 1,5…2        | 65…95 °C     | 3…20 A/dm²   |
| Eisen(II)-sulfat (250…400 g/l) Eisen(II)-fluoroborat (40…80 g/l) | Ammoniumchlorid (20…60 g/l)   | 3…4          | 40…70 °C     | 3…6 A/dm²    |
| Eisen(II)-fluoroborat (200…300 g/l)                              | Natriumchlorid (8…20 g/l)     | 2…4          | 40…70 °C     | 3…6 A/dm²    |

## Fehlertabelle für Eisen-Elektrolyte
| Sichtbare Fehler                             | Mögliche Ursache                                                          | Abhilfe                                                                                                  |
| -------------------------------------------- | ------------------------------------------------------------------------- | --- |
| Niederschläge blättern ab                    | mangelnde Entfettung; hohe Eigenspannung                                  | sorgfältig Entfetten und Dekapieren                                                                      |
| brüchige Niederschläge                       | pH-Wert zu niedrig; Temperatur zu niedrig                                 | auf pH 3 erhöhen; Temperatur erhöhen                                                                     |
| spröde Niederschläge                         | Eisen(III)-Ionen im Elektrolyten; organische Verunreinigung; Fremdmetalle | ansäuern und chemisch reine Eisenplatte zur Reduktion einhängen Aktiv-Kohlebehandlung; Selektivreinigung |
| warzige Niederschläge; Elektrolyt wird trübe | Eisen(III)-Ionen im Elektrolyten                                          | ansäuern und chemisch reine Eisenplatte zur Reduktion einhängen                                          |
| raue Niederschläge                           | Schlamm auf den Anoden                                                    | filtrieren; Anodensäcke verwenden                                                                        |
| wasserstoffhaltige Niederschläge             | pH-Wert zu niedrig                                                        | auf pH 2,9…3,2 abstumpfen                                                                                |
| Stromausbeute zu niedrig                     | pH-Wert zu niedrig                                                        | auf pH 2,9…3,2 abstumpfen                                                                                |
| knospige Niederschläge                       | Stromdichte zu hoch                                                       | Stromdichte senken, Stromblenden verwenden; Warenbewegung                                                |